# Croton maculatus
Croton maculatus. Especie de plantas perteneciente al orden de las Malpighiales, a la familia de las Euforbiáceas y al género Croton.

## Taxonomía

### Nombre científico
- Croton maculatus Vahl[1]

#### Autores
- Martin Vahl
- Publicado en: Crotonis Monographiam 30. 1807.[2]

### Nombre común
Ningún nombre común conocido. 

## Distribución
Se distribuye en Java.